# Le Caire confidentiel
Pour plus de détails, voir Fiche technique et Distribution.
Le Caire confidentiel (The Nile Hilton Incident) est un thriller germano-dano-suédois (inspiré de l'Égypte) écrit et réalisé par le réalisateur suédois Tarik Saleh et sorti en 2017. Il a été montré pour la première fois au Festival du film de Sundance.

## Synopsis
Le Caire confidentiel (The Nile Hilton incident) est un film de Tarik Saleh, sorti en salle en 2017. En raison des fortes connotations politiques présentées, ce long métrage s’est vu sélectionné pour le ‘‘Festival international du film politique’’ de cette année-là. 
L’histoire se déroule au Caire dans une période pré révolutionnaire, moins de deux semaines avant le 25 janvier, jour traditionnel de la ‘‘fête de la police’’, que les activistes ont choisi pour organiser la première manifestation contre le régime du président Hosni Moubarak. Le film  une ville où l’argent est roi, la justice piétinée, et gangrenée par la corruption. 
L’histoire suit un policier du nom de Noureddine qui enquête sur le meurtre d’une chanteuse célèbre retrouvée égorgée dans sa chambre d'hôtel. Noureddine soupçonne un puissant député et entrepreneur, proche du pouvoir du président Moubarak, d'être lié au meurtre. L’affaire est toutefois rapidement classée comme étant un suicide pour éviter que le scandale éclabousse les pouvoirs exécutif, législatif et judiciaire. En effet, le principal suspect est un ami proche du fils du président Hosni Mubarak. 
Le policier ne renonce pas toutefois à sa quête de vérité et de démystification des fonctionnements du pays avec l’aide d’une jeune fille immigrée dont la vie est complexe et qui s’expose volontairement aux conséquences de sa collaboration.

## Tournage
Le scénario s'inspire librement du meurtre de la chanteuse libanaise Suzanne Tamim en 2008.
Trois jours avant la date de tournage du film les moukarabarat (sécurité d'Etat) expulse l'équipe et interdit à son auteur de pénétrer sur le territoire égyptien. Le tournage est organisé en catastrophe à Casablanca (Maroc).
Tarek Saleh devra également tourner son film suivant, La Conspiration du Caire, en Turquie.

## Fiche technique
- Titre : Le Caire confidentiel
- Titre original : The Nile Hilton Incident
- Réalisation et scénario : Tarik Saleh
- Photographie : Pierre Aïm
- Producteur : Kristina Åberg, Atmo
- Montage : Theis Schmidt (de)
- Musique : Krister Linder
- Direction artistique : Eugenie Norlin
- Décors : Roger Rosenberg
- Costumes : Louize Nissen
- Sociétés de production : Atmo Production, Final Cut for Real et Ostlicht Filmproduktion
- Budget : 4 250 000 $[3]
- Pays d'origine :  Suède,  Danemark et  Allemagne
- Langues originales : arabe et plus secondairement en dinka, anglais et français
- Format : couleurs
- Genre : thriller
- Durée : 106 minutes
- Dates de sortie :
  - États-Unis : 21 janvier 2017 (Festival du film de Sundance)
  - France : 30 mars 2017 (Festival de Beaune) ; 5 juillet 2017 (sortie nationale)
  - Suède : 29 septembre 2017

## Distribution
- Fares Fares : Noureddine Mostafa
- Yasser Ali Maher : le général Kammal Mostafa, oncle de Noureddine
- Nael Ali : le major Yosef
- Emad Ghoniem : le capitaine Khalil
- Ahmed Selim : Hatem Shafiq, le député et entrepreneur
- Hania Amar : Gina, la chanteuse
- Mari Malek : Salwa, la femme de chambre
- Mohamed Yousry : Momo, l'équipier de Noureddine
- Slimane Dazi : l'homme aux yeux verts (le tueur)
- Ger Duany (en) : Clinton
- Hichem Yacoubi : Nagui « le Tunisien »
- Tareq Abdalla : Amir
- Ahmed Khairy : le chauffeur de taxi
- Ahmed Abdelhamid Hefny : Saleh

## Distinctions
- Festival du film de Sundance 2017 : Grand Prix du jury de la sélection « World Cinema Dramatic Competition »
- Festival international du film de Seattle 2017 : 4e place pour le Golden Space Needle Award pour Fares Fares
- Festival international du film policier de Beaune 2017 : Grand Prix
- Festival international du film de Valladolid 2017 : Espiga de Oro
- Festival du film politique de Porto-Vecchio 2017 : Jury des médias
- Guldbagge Awards 2017 : Guldbagge Award du meilleur film et Guldbagge Award du meilleur acteur pour Fares Fares

## Thèmes politiques du film

### La situation sociale très difficile des Cairotes
L'accès aux soins médicaux est inégalitaire de façon criante alors qu'ils sont excessivement chers et pas toujours de bonne qualité. C’est la raison pour laquelle les plus fortunés se font soigner en dehors du pays.
Quant au pouvoir d’achat de la population, il diminue de plus en plus rapidement et le gouvernement ne semble pas s’intéresser au problème. Les pauvres sont de plus en plus dans le besoin. En outre, les marchands et petits commerçants sont concurrencés par l’arrivée des Asiatiques. 

### La violence de la police
Le peuple égyptien n'a plus confiance dans les forces de l'ordre, qui sont violentes envers les innocents, les pauvres, etc. 
Cette violence physique est très souvent utilisée lors des interrogatoires de personnes pauvres. Elle est en fait omniprésente dans l'enquête, parfois au sein même de la police : violence à la main, électrocution volontaire, coup de matraque. On observe à cet égard une grande différence de traitement entre l’interrogatoire d’une personne pauvre et d’une personne riche. 

### La corruption de la sphère publique
Pour devenir policier, il faut être pistonné par une personne influente[incompréhensible]. Quand une enquête gêne les intérêts de grands investisseurs, elle est immédiatement arrêtée.  Des meurtres en série sont même commis sur des personnes ayant un rapport avec l’enquête afin de protéger le gouvernement et les haut placés. Certains fonctionnaires de police aident des criminels tout en prétendant aider avec l’enquête.
Les personnes les plus influentes sont souvent celles qui sont le plus dans l’illégalité.
Le héros lui-même est résigné face à cette corruption : il divulgue ou cache certaines informations cruciales en échange d’argent. Noureddine vit d'ailleurs dans un certain dénuement, habitant un logement modeste et propriétaire d'une voiture d’occasion qui fonctionne à peine.

### La situation des immigrés
Les femmes immigrées travaillent au jour le jour, sans assurance ; elles font des métiers qui nécessitent très peu de qualifications. Elles sont souvent accusées de vol, sans aucune preuve, par le reste du personnel. Il n’y a pas de réels centres d’accueil pour les réfugiés et autres personnes non-égyptiennes ; ils sont donc forcés à se mettre dans une sorte d’allée avec le strict nécessaire pour survivre. Les conditions de vie des immigrés sont très difficiles. 

### La montée de la révolution égyptienne
Les étudiants sont arrêtés au début et torturés aux yeux de tous. Ce qui devait être une simple manifestation d’une partie du peuple pour montrer son mécontentement a pris une ampleur plus importante grâce à la date choisie : le 25 janvier 2011, jour national célébrant la gloire des forces armées et de la police. Les droits de l'homme ont été bafoués; les forces avaient pour ordres de tirer aveuglément sur la foule, faisant des blessés innocents.

## Accueil

### Accueil critique
L'accueil critique est très positif : le site Allociné recense une moyenne des critiques presse de 3,9/5, et des critiques spectateurs à 3,9/5.
Pour Samuel Douhaire de Télérama, « le cinéaste Tarik Saleh offre une intrigue criminelle captivante de bout en bout, avec tous les ingrédients du genre — femme fatale incluse. Mais aussi le portrait, social et politique, d'une mégalopole à un moment clé de son histoire, avec ses puissants qui se croient au-dessus des lois et ses misérables utilisés pour les basses œuvres... puis éliminés quand ils deviennent trop gênants. ».
Pour Jean-François Rauger du Monde, « à travers un polar efficace et passionnant, le réalisateur Tarik Saleh dénonce une société égyptienne faisandée, gangrénée par la corruption à tous les niveaux. ».
Pour Akram Belkaïd du Monde diplomatique, « Le Caire Confidentiel, du réalisateur suédo-égyptien Tarik Saleh, est un film noir très réussi. En France et à l’étranger, la critique l’a reconnu de manière quasi unanime. C’est peut-être même la première fois qu’une fiction de ce type se déroulant au cœur du monde arabe – en Égypte, en l’occurrence –, et mettant en scène des personnages arabes, atteint une telle dimension universelle. [...] Le Caire Confidentiel, qui aurait gagné en stature en conservant son vrai titre The Nile Hilton Incident plutôt que de proposer une référence appuyée au L.A. Confidential de James Ellroy, a donc pour toile de fond cette Égypte minée par la mafia, l’affairisme, la dictature et la violence. ».

### Box-office
- France : 380 578 entrées[13]